# Marachernes
Genre
Marachernes est un genre de pseudoscorpions de la famille des Chernetidae.

## Distribution
Les espèces de ce genre sont endémiques d'Australie. Elles sont myrmécophiles.

## Liste des espèces
Selon Pseudoscorpions of the World (version 3.0) :
- Marachernes bellus Harvey, 1992
- Marachernes perup Harvey, 1992
- Marachernes simulans Harvey, 1992

## Publication originale
- Harvey, 1992 : A new genus of myrmecophilous Chernetidae from southern Australia (Pseudoscorpionida). Records of the Western Australian Museum, vol. 15, p. 763-775 (texte intégral).